# Beatrice di Lotaringia
Beatrice di Lotaringia (o, "alla francese", di Lorena) o di Bar (1019 – Pisa, 18 aprile 1076), conosciuta anche come Beatrice di Toscana o Beatrice di Lorena, fu margravia consorte di Toscana, dal 1037 al 1052, poi reggente del Marchesato di Toscana, per conto dei figli Federico, prima, e Matilde poi, dal 1052 alla sua morte. Fu inoltre duchessa consorte della Bassa Lorena (Lotaringia), dal 1065 al 1069.

## Origini
Secondo il Chronicon Sancti Michælis, monasterii in pago Virdunensi era la figlia femmina primogenita dell'erede della contea di Bar e duca dell'Alta Lorena (Lotaringia), Federico II e di Matilde di Svevia (988–1031), che era figlia di Ermanno II, duca di Svevia, e di Gerberga di Borgogna († 1018, come ci viene confermato dal  Wiponis, Vita Chuonradi II Imperatoris) ed era cognata del re di Germania di Corrado II, che aveva sposato sua sorella, Gisella di Svevia, come risulta ancora dal Chronicon Sancti Michælis, monasterii in pago Virdunensi.
Federico II di Lotaringia, secondo le Laurentii Gesta Episcoporum Virdunensium era il figlio primogenito del conte di Bar e poi duca dell'Alta Lorena (Lotaringia), Teodorico I e di Richilde di Bliesgau (moglie di Teodorico dal 985, figlia di Folmar I conte Lunéville e Metz e di Berta di cui non si conoscono gli ascendenti.

## Biografia
Sua madre, Matilde, nel 1016, al momento del matrimonio con suo padre Federico, era vedova di Corrado I di Carinzia, come ci viene confermato dal Thietmari Merseburgensis episcopi chronicon.
Il matrimonio dei suoi genitori viene confermato dal Alberti Miliolo Notarii Regini Liber de Temporibus, De Gestis comitisse Matildis suorumque antecessorum.
Secondo lo storico Georges Poull, nel suo libro La Maison souveraine et ducale de Bar (1994) (non consultato), suo padre, Federico II, nel 1019, fu associato nella reggenza del ducato di Lotaringa e della contea di Bar dal nonno, Teodorico I, ed è per questo che viene annoverato come duca dell'Alta Lorena (Lotaringia) e conte di Bar, anche se Poul sostiene che non fosse ufficialmente investito dei titoli.
Alla morte dell'imperatore del Sacro Romano Impero, Enrico II, nel 1024, suo nonno, Teodorico I, e suo padre, Federico II, si opposero fervidamente all'elezione a re di Germania di Corrado II, rifiutando di riconoscerlo, anche perché l'antagonista di Corrado II il Salico per l'incoronazione a re di Germania era stato il fratellastro di Beatrice, Corrado II di Carinzia, figlio di primo letto di sua madre, Matilde di Svevia.
Secondo le Laurentii Gesta Episcoporum Virdunensium suo padre, Federico II morì prima del nonno, Teodorico I; secondo le Die älteren Urkunden des Klosters S. Vanne zu Verdun (non consultate), suo padre, Federico II, morì il 18 maggio 1026, mentre il nonno, Teodorico, secondo le Obits mémorables tirés de nécrologes luxembourgeois, rémois et messins (non consultate), morì circa un anno dopo, l'11 aprile 1027.
Ad entrambi succedette, sia nel ducato che nella contea il rispettivamente figlio e nipote, Federico, come Federico III, prima affiancando il nonno e poi da solo.
La madre, Matilde, dopo essere rimasta vedova per la seconda volta, si sposò, in terze nozze col conte Esico di Ballenstedt, come ci viene confermato dall'Annalista Saxo, mentre Beatrice e la sorella, Sofia, sempre secondo il Chronicon Sancti Michælis, monasterii in pago Virdunensi furono educate dalla loro zia materna (Gisella di Svevia), moglie dell'imperatore del Sacro Romano Impero, Corrado II, che le aveva adottate come proprie figlie.
Il fratello Federico III morì in giovane età, e dopo la sua morte, secondo le Laurentii Gesta Episcoporum Virdunensium, il ducato dell'Alta Lorena (Lotaringia) venne affidato a Gothelo I, già duca della Bassa Lorena (Lotaringia), mentre, secondo la Chronica Albrici Monachi Trium Fontium la contea di Bar andò alla sorella maggiore, Sofia.
L'imperatore stesso, Corrado II, volle la sua unione coi Canossa e tutta la corte imperiale partecipò nel 1037 ad uno dei più grandi banchetti reali per il matrimonio di Beatrice e Bonifacio III di Toscana, a Marengo nei pressi di Mantova; Bonifacio di Canossa, secondo il Alberti Miliolo Notarii Regini Liber de Temporibus, De Gestis comitisse Matildis suorumque antecessorum era figlio del conte di Brescia, Modena, Ferrara, Reggio e Mantova, Tedaldo di Canossa e di Guilla o Willa, figlia del duca di Spoleto, Teobaldo II e di Waldrada, come conferma Ludovico Antonio Muratori.
Beatrice era erede di una cospicua fortuna; discendente da un lignaggio di rango imperiale cercava in Bonifacio la sicurezza che poteva darle uno dei più potenti Signori dell'Impero, peraltro fedelissimo all'imperatore, e a sua volta portava in dote non solo ricchezze e servi ma soprattutto terre e castelli; infatti secondo Georges Poull, dopo la morte del fratello, Beatrice era divenuta signora di Briey, ed aveva ereditato le signorie di Stenay, Mouzay, Juvigny, Longlier, Orval e altri possedimenti di famiglia; quindi i possedimenti dei Canossa, oltre a quelli che avevano in Italia, si spingevano fino al castello di Briey, a nordovest di Metz, i territori vicino al Lussemburgo (dove la figlia Matilde in seguito fondò l'abbazia di Orval), Cyricihof e Hasbania (in Belgio), il nord della Francia (ad esempio il castello di Merevaux o il bosco Woevre donati poi da Matilde alla chiesa di Verdun) e molti altri territori lungo il Reno (come riportalo storico tedesco, Alfred Overmann).
Il matrimonio di Beatrice e Bonifacio viene confermato dal Alberti Miliolo Notarii Regini Liber de Temporibus, De Gestis comitisse Matildis suorumque antecessorum e si narra di tre mesi di sfarzosi festeggiamenti durati giorno e notte, con cavalli ferrati d'argento ed addobbati d'oro, spezie in quantità tale da essere tritate in mulini, suonatori di cetre, cornamuse e lire, giocolieri e mimi, vino a fiumi riempito in pozzi dai quali si traeva a secchiate d'argento e ricchissimi premi e regali a tutti.
Il successore di Corrado II, il re di Germania e futuro imperatore, Enrico III, invece non aveva gradito molto l'eccessivo potere di Bonifacio.
Suo marito, Bonifacio fu assassinato, il 6 maggio 1052, mentre gli Bernardi Marangonis Annales Pisani, pur confermando il giorno (pridie Non Mai) fanno risalire la morte al 1054; Beatrice divenne reggente per conto del figlio minorenne, Federico, che, dopo pochi mesi morì, e poi per conto dell'unica figlia ancora in vita, Matilde, anche lei minorenne.
Dopo che era rimasta vedova, come conferma la Chronica Albrici Monachi Trium Fontium, nel 1054 si sposò con il cugino Goffredo detto il Barbuto, che era figlio del duca di Lorena (sia Alta che Bassa Lotaringia), Gozzelone I, sia secondo il Herimanni Augiensis Chronicon, sia secondo la Genealogica ex Stirpe Sancti Arnulfi descendentium Mettensis e della di lui moglie, di cui non si conoscono né il nome né gli ascendenti; Goffredo il Barbuto era stato duca dell'Alta Lorena (Lotaringia), destituito nel 1046, ed era stato amministratore delle proprietà di Beatrice. Goffredo nel 1051 era ritornato nelle grazie di Enrico III, che, però non aveva approvato il suo matrimonio con Beatrice. Quando, nel 1055, l'imperatore, Enrico III, discese in Italia, fece prigioniere Beatrice e la figlia Matilde, mentre il marito, Goffredo, riuscì a fuggire attraversando le Alpi.
L'anno dopo però, Enrico III, prima di morire, rimise in libertà Beatrice e la figlia; nonostante ciò il marito di Beatrice, Goffredo il Barbuto rimaneva uno dei più importanti avversari dell'autorità imperiale, specie dopo la morte di Enrico III, mantenendo una posizione di prestigio per tutta il periodo di reggenza del nuovo re di Germania, Enrico IV di Franconia.
Dopo che Enrico IV, ebbe raggiunto la maggior età, Goffredo il Barbuto, nel 1065, ottenne l'investitura a duca della Bassa Lorena (Lotaringia), come ci viene confermato da un documento, datato 1065 o 1066, del Cartulaire de l'abbaye Saint-Vanne de Verdun (non consultato).
Rimasta nuovamente vedova nel 1069 (la Chronica Albrici Monachi Trium Fontium riporta la morte di Goffredo il Barbuto nel 1070), e pur essendo la figlia, Matilde, ormai maggiorenne e sposata, Beatrice continuò ad esercitare il governo in suo nome fino alla morte nel 1076; in questo periodo Beatrice, assieme alla figlia, Matilde di Canossa e ad Agnese, madre del re di Germania, Enrico IV di Franconia, si schierò per aiutare papa Gregorio VII ad ottenere l'obbedienza dell'alto clero e poi, nel 1075, si adoperò per mantenere buono il rapporto tra il papa ed Enrico IV, che desiderava essere incoronato, Imperatore del Sacro Romano Impero.
Beatrice, secondo le Notæ de Beatrice ducissa Tusciæ et Gisla morì a Pisa, il 18 aprile 1076, mentre i Bernardi Marangonis Annales Pisani, confermando il giorno (pridie Non Mai), riportano la data secondo il Calendario Pisano e quindi al 1077; le succedette la figlia Matilde.

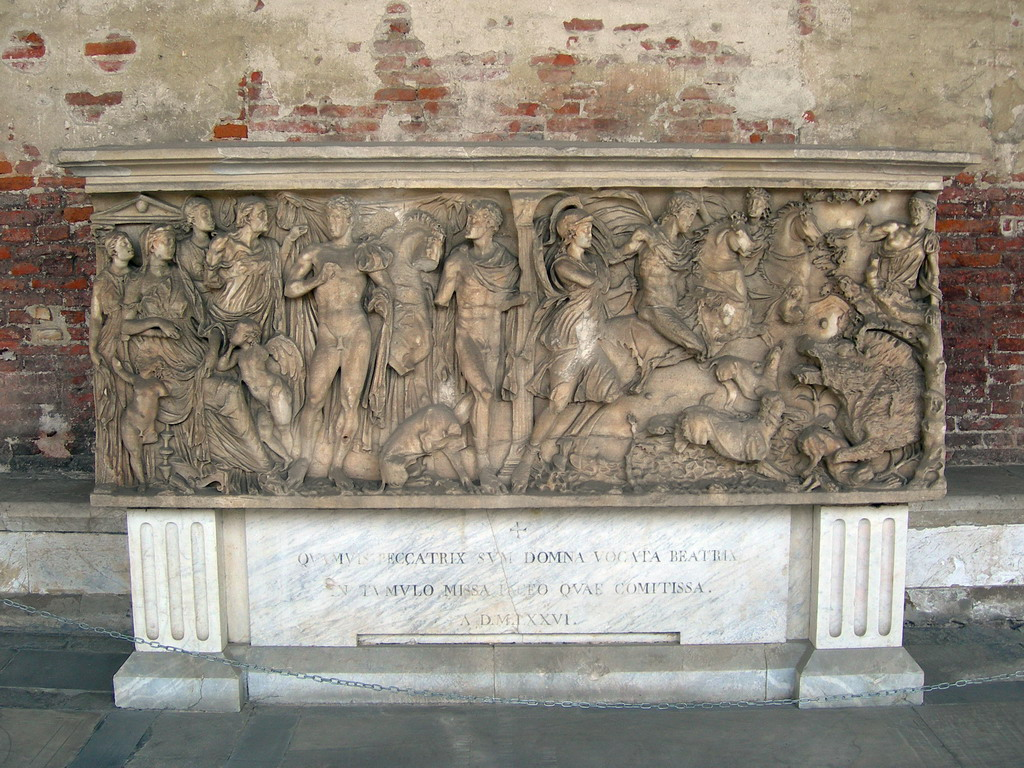
Sarcofago di Beatrice, conservato nel Campo Santo di Pisa.

Fu inizialmente sepolta nella cattedrale di Pisa, in un sarcofago di età romana raffigurante il mito di Fedra e Ippolito, spostato poi in Campo Santo dove si trova tuttora. La tomba reca la seguente iscrizione:
La nobildonna pare essere stata anche molto bella, dai grandi occhi e dai capelli rossi, come quelli di Matilde ritrovati al momento dell'apertura del suo sarcofago nel Seicento.

## Discendenza
Nel 1037 divenne la seconda moglie di Bonifacio di Canossa col quale ebbe 3 figli:
- Beatrice di Canossa, morta bambina;
- Federico;
- Matilde, erede dei titoli e possedimenti.[34]

## Ascendenza
|                           |                     |                         | Genitori               |  |  | Nonni |  |  | Bisnonni                 |  |  | Trisnonni          |  |
|                           |                     |                         |                        |  |  |       |  |  | Federico I di Lotaringia |  |  | Vigerico di Bidgau |  |
|                           |                     |                         |                        |  |  |       |  |  | Federico I di Lotaringia |  |  | Vigerico di Bidgau |  |
|                           |                     | Cunegonda               |                        |  |  |       |  |  | Federico I di Lotaringia |  |  |                    |  |
| Teodorico I di Lotaringia |                     |                         |                        |  |  |       |  |  | Federico I di Lotaringia |  |  |                    |  |
|                           |                     | Beatrice di Parigi      | Ugo il Grande          |  |  |       |  |  |                          |  |  |                    |  |
|                           |                     | Beatrice di Parigi      | Ugo il Grande          |  |  |       |  |  |                          |  |  |                    |  |
|                           |                     | Beatrice di Parigi      | Edvige di Sassonia     |  |  |       |  |  |                          |  |  |                    |  |
| Federico II di Lotaringia |                     | Beatrice di Parigi      |                        |  |  |       |  |  |                          |  |  |                    |  |
|                           |                     | Folmar I di Bliesgau    | …                      |  |  |       |  |  |                          |  |  |                    |  |
|                           |                     | Folmar I di Bliesgau    | …                      |  |  |       |  |  |                          |  |  |                    |  |
|                           |                     | Folmar I di Bliesgau    | …                      |  |  |       |  |  |                          |  |  |                    |  |
| Richilde di Bliesgau      |                     | Folmar I di Bliesgau    |                        |  |  |       |  |  |                          |  |  |                    |  |
|                           |                     | Berta                   | …                      |  |  |       |  |  |                          |  |  |                    |  |
|                           |                     | Berta                   | …                      |  |  |       |  |  |                          |  |  |                    |  |
|                           |                     | Berta                   | …                      |  |  |       |  |  |                          |  |  |                    |  |
| Beatrice di Lotaringia    |                     | Berta                   |                        |  |  |       |  |  |                          |  |  |                    |  |
|                           | Corrado I di Svevia | …                       |                        |  |  |       |  |  |                          |  |  |                    |  |
|                           | Corrado I di Svevia | …                       |                        |  |  |       |  |  |                          |  |  |                    |  |
|                           | Corrado I di Svevia | …                       |                        |  |  |       |  |  |                          |  |  |                    |  |
| Ermanno II di Svevia      | Corrado I di Svevia |                         |                        |  |  |       |  |  |                          |  |  |                    |  |
|                           |                     | Reglint                 | …                      |  |  |       |  |  |                          |  |  |                    |  |
|                           |                     | Reglint                 | …                      |  |  |       |  |  |                          |  |  |                    |  |
|                           |                     | Reglint                 | …                      |  |  |       |  |  |                          |  |  |                    |  |
| Matilde di Svevia         |                     | Reglint                 |                        |  |  |       |  |  |                          |  |  |                    |  |
|                           |                     | Corrado III di Borgogna | Rodolfo II di Borgogna |  |  |       |  |  |                          |  |  |                    |  |
|                           |                     | Corrado III di Borgogna | Rodolfo II di Borgogna |  |  |       |  |  |                          |  |  |                    |  |
|                           |                     | Corrado III di Borgogna | Berta di Svevia        |  |  |       |  |  |                          |  |  |                    |  |
| Gerberga di Borgogna      |                     | Corrado III di Borgogna |                        |  |  |       |  |  |                          |  |  |                    |  |
|                           |                     | Matilde di Francia      | Luigi IV di Francia    |  |  |       |  |  |                          |  |  |                    |  |
|                           |                     | Matilde di Francia      | Luigi IV di Francia    |  |  |       |  |  |                          |  |  |                    |  |
|                           |                     | Matilde di Francia      | Gerberga di Sassonia   |  |  |       |  |  |                          |  |  |                    |  |
|                           |                     | Matilde di Francia      |                        |  |  |       |  |  |                          |  |  |                    |  |

### Fonti primarie
- (LA)  Monumenta Germaniae Historica, Scriptores, tomus IV.
- (LA)  Monumenta Germaniae Historica, Scriptores, tomus V.
- (LA)  Monumenta Germaniae Historica, Scriptores, tomus X.
- (LA)  Monumenta Germaniae Historica, Scriptores,tom. XI.
- (LA)  Monumenta Germaniae Historica, Scriptores,tom. XIX.
- (LA)  Monumenta Germaniae Historica, Scriptores, tomus XXIII.
- (LA)  Monumenta Germaniae Historica, Scriptores, tomus XXV.
- (LA)  Monumenta Germaniae Historica, Scriptores, tomus XXXVII.
- (LA)  Monumenta Germaniae Historica, Scriptores, tomus XXX.2.
- (LA)  Monumenta Germaniae Historica, Scriptores, tomus XXXI.
- (LA)  Thietmari Merseburgensis episcopi chronicon Archiviato il 10 maggio 2009 in Internet Archive..
- (LA)  Recueil des chartes de l'abbaye de Cluny (Paris), Tome V.

### Letteratura storiografica
- Austin Lane Poole, L'imperatore Corrado II, in «Storia del mondo medievale», vol. IV, 1999, pp. 170–192
- Caroline M. Ryley, L'imperatore Enrico III, in «Storia del mondo medievale», vol. IV, 1999, pp. 193–236
- J.P. Whitney, La riforma della chiesa, in «Storia del mondo medievale», vol. IV, 1999, pp. 299–352
- Z.N. Brooke, Gregorio VII e la prima disputa tra impero e papato, in «Storia del mondo medievale», vol. IV, 1999, pp. 353–421
- Z.N. Brooke, La Germania sotto Enrico IV e Enrico V, in «Storia del mondo medievale», vol. IV, 1999, pp. 422–482
- Margherita Giuliana Bertolini, BEATRICE di Lorena, marchesa e duchessa di Toscana, in Dizionario biografico degli italiani, vol. 7, Roma, Istituto dell'Enciclopedia Italiana, 1970. URL consultato l'11 settembre 2017.